# Plaza de la Señoría

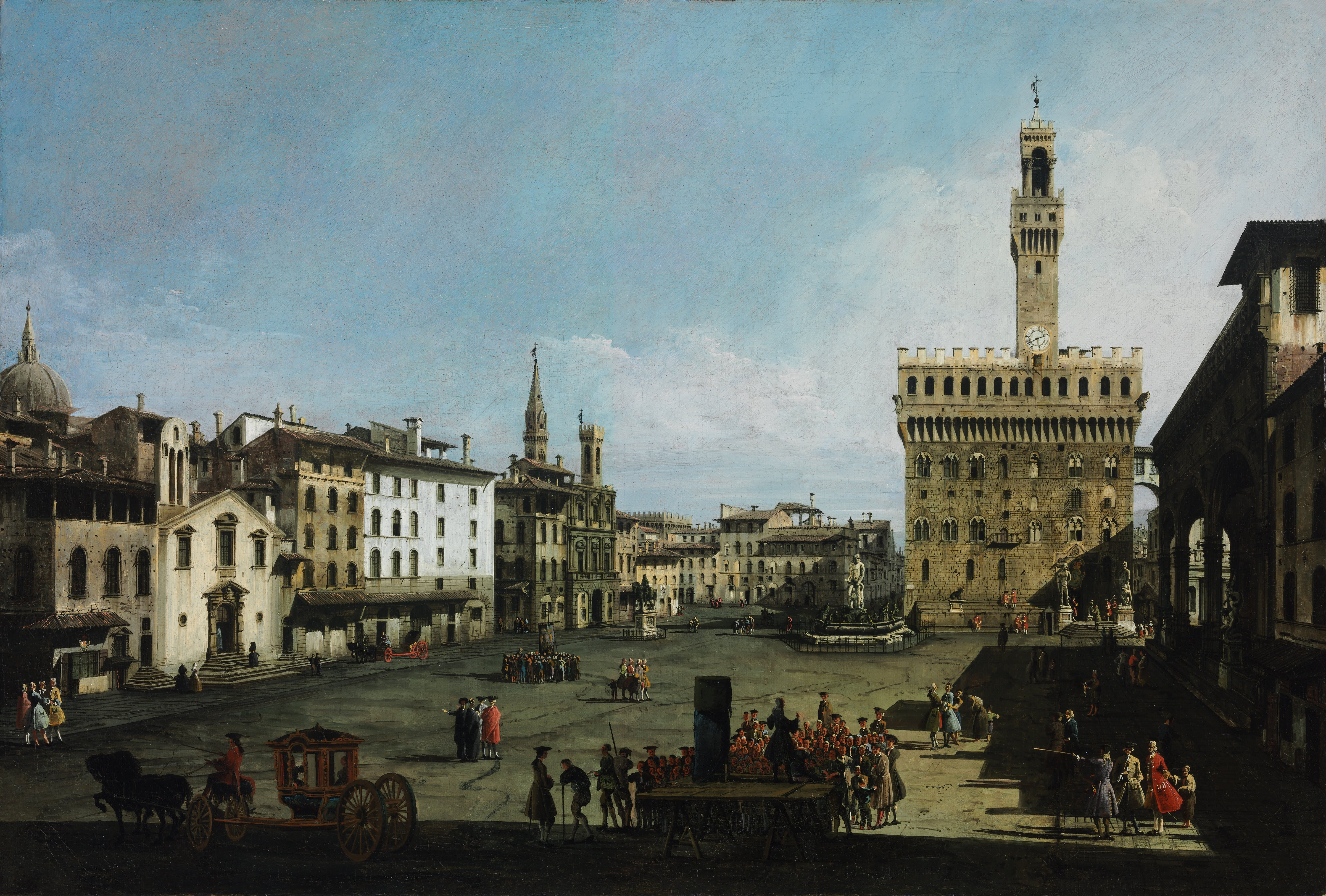
La plaza en una pintura de Bernardo Bellotto (se ve la iglesia de San Romolo a la izquierda)

La plaza de la Señoría (en italiano: Piazza della Signoria, Pronunciación IPA: [ˈpjatːsa ˈdelːa siɲoˈria]) es la plaza central de Florencia, en Toscana, Italia. Es la sede del poder civil con el "Palacio Viejo" (Palazzo Vecchio) y es el corazón de la vida social de la ciudad. Con forma de "L", se encuentra en la parte central de la Florencia medieval, al sur de la catedral de Santa Maria del Fiore, también conocida como Duomo, y a pocas decenas de metros del "Ponte Vecchio" (Puente Viejo) y del río Arno. 

## Historia
Gracias a los descubrimientos arqueológicos efectuados a partir de 1974, se ha podido establecer que la primera actividad en el área de la plaza se remonta al Neolítico y que la actual plaza constituía una zona importante de la ciudad romana, con una instalación termal de la época de Adriano y una lavandería de dimensiones industriales vecina al teatro, sobre cuyos restos se construyó el "Palacio Viejo".
En los siglos IV y V las termas y la lavandería fueron abandonadas y reutilizadas para edificios pobres y actividad artesanal, mientras fue construida una gran basílica paleocristiana, de dimensiones cercanas a los 20x50 metros.

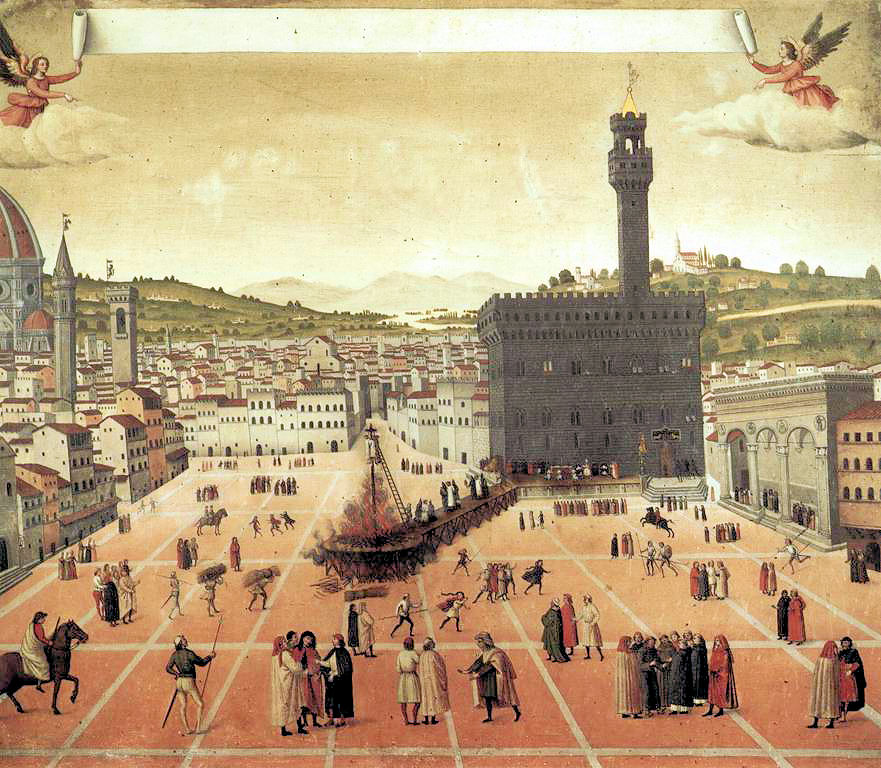
La ejecución de Savonarola.

La basílica paleocristiana parece haberse mantenido en uso hasta el siglo VII y después fue sustituida por una pequeña iglesia (cerca de 9x16 metros) dedicada a Santa Cecilia (datada al siglo VIII y documentada en el siglo IX). A partir del siglo X se inició el proceso de reconstrucción urbanística que llevó a la definición de un diseño medieval que después se demolió para construir la plaza. Las excavaciones arqueológicas han sacado a la luz varias torres, casas y restos de dos iglesias (Santa Cecilia y San Romolo) con sus respectivos cementerios. Una lápida casi en al esquina de la Via Calzaiuoli recuerda a San Romolo, obispo y mártir, más o menos donde se encontraba la iglesia.
En la zona norte de la plaza estaba el solar del gibelino Uberti con la turris maior.
La plaza comenzó a asumir la forma actual cerca del año 1268, cuando las casas de los gibelinos que estaban en la zona fueron demolidas por los güelfos victoriosos de la batalla de Benevento, pero sin que el área tuviera una impostación coherente y unitaria, en tanto que fue pavimentada solo en el año 1385. En forma contemporánea fue construido el Palazzo della Signoria, en que la plaza se  transforma en el centro de la vida política ciudadana, en antítesis con el centro religioso de la  Piazza del Duomo y la plaza para el comercio que era el "Mercado Viejo", donde hoy está la Piazza della Repubblica. En el siglo XIV se agregó la Loggia della Signoria para las ceremonias públicas y el "Tribunal de las Mercancías", instituido para dirimir las controversias de tipo civil y comercial.
Sede del poder civil, la plaza era también el lugar de las ejecuciones públicas, de las cuales la más famosa es la del 23 de mayo de 1498, cuando Girolamo Savonarola fue colgado y quemado por herejía (una placa en la plaza, frente a la Fuente de Neptuno, recuerda ese hecho) en el mismo lugar en el cual, con sus discípulos, había funcionado la "hoguera de las vanidades", quemando muchos libros (algunos incunables), religiosos y de poesía, tablas de juego, vestidos y otros objetos de "lujo".
Las intervenciones en los siglos sucesivos resguardaron sobre todo el conjunto de esculturas, que culminan en la época "granducale" con la transformación de la "Loggia della Signoria" en una especie de museo abierto. La construcción del Uffizi en la mitad del siglo XVI, crea una nueva perspectiva en dirección al río Arno. La plaza no queda excluida del "resanamiento" del centro histórico del siglo XVIII, en el ámbito en el cual se realizaron intervenciones en estilo "neo-renacimiento", como el Palacio de las Aseguradoras, delante del Palacio Viejo.

## Edificios

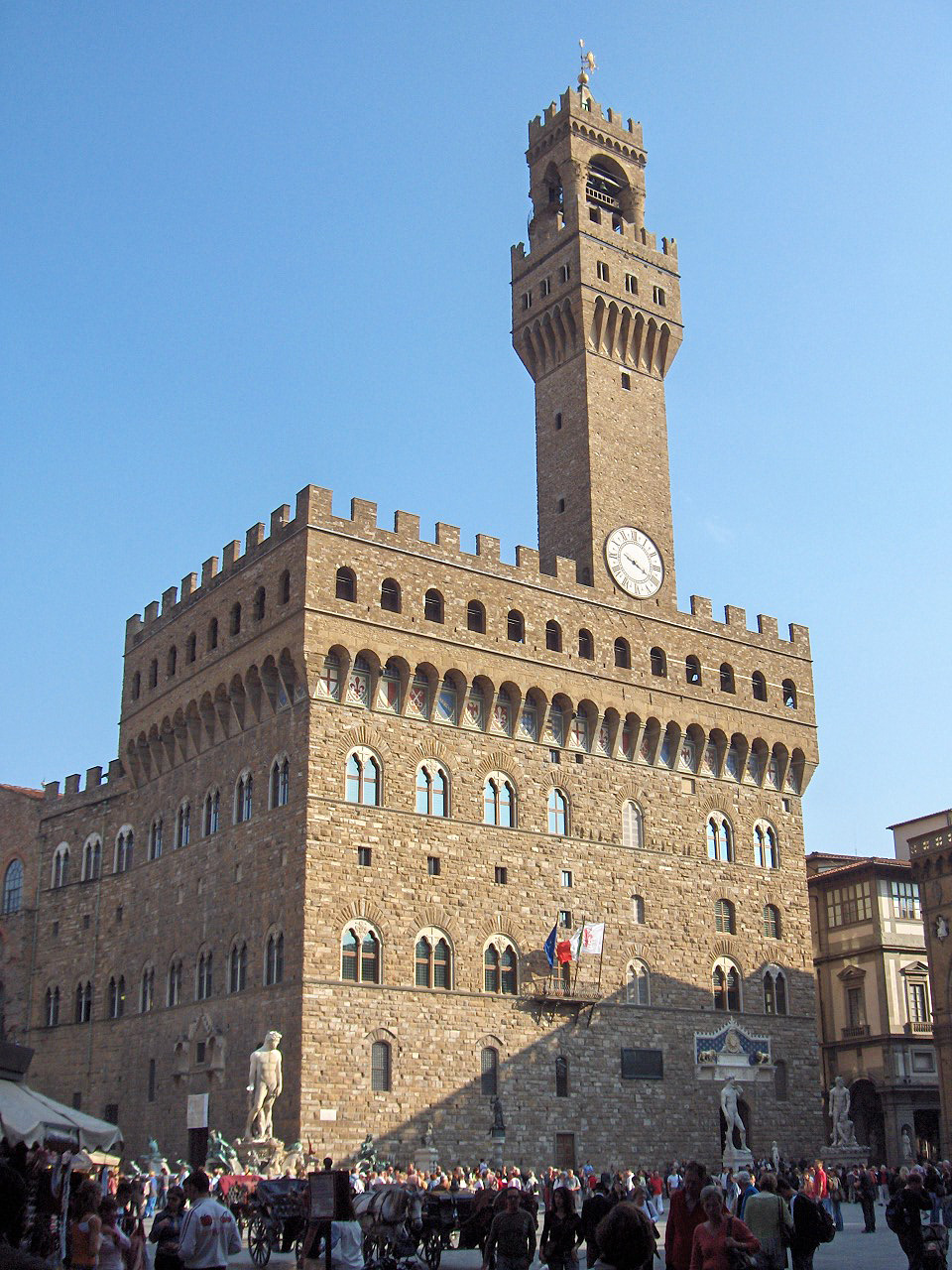
Palazzo Vecchio.

### Palacio Viejo
El elemento central de la plaza es el Palacio Viejo (Palazzo Vecchio) del siglo XIV, edificado entre los años 1299 y el 1314 para dar una sede digna al "Prior de las artes", que desde el año 1282 tenía el gobierno de la ciudad y que era el único residente del Bargello. 
El proyecto arquitectónico fue encargado a Arnolfo di Cambio, que en los últimos años del siglo XIII  fue encargado de las más importantes obras florentinas: el Duomo, la iglesia de Santa Cruz y de la nueva muralla. La tipología del edificio reinterpreta con originalidad el carácter de estructura fortificada medieval y constituye un modelo para los palacios públicos toscanos construidos posteriormente.
En particular, la Torre di Arnolfo, de 95 metros del altura, presenta una audaz solución arquitectónica, siendo comparada con la prominente balconada, aunque puesta en una posición más central. Originalmente el palacio debía presentarse como un volumen, mientras las ampliaciones sucesivas se fueron adosando a la fachada (tergale), llenando el interior del pasillo hasta la calle de Los Leones. En la época de la República Savonaroliana, en efecto, la ampliación del Consejo del Pueblo a 500 miembros,  determinó la construcción del Salón de los Quinientos, sobre el Cortile della Dogana (1495). 
Los trabajos más importantes se iniciaron en el año 1540, cuando el Gran Duque Cosme I de Médici decide transferir la residencia de la familia ducal al Palacio Médici, de la calle Larga a aquel donde estaba el Palacio Público.

### Logia de la Señoría o dei Lanzi

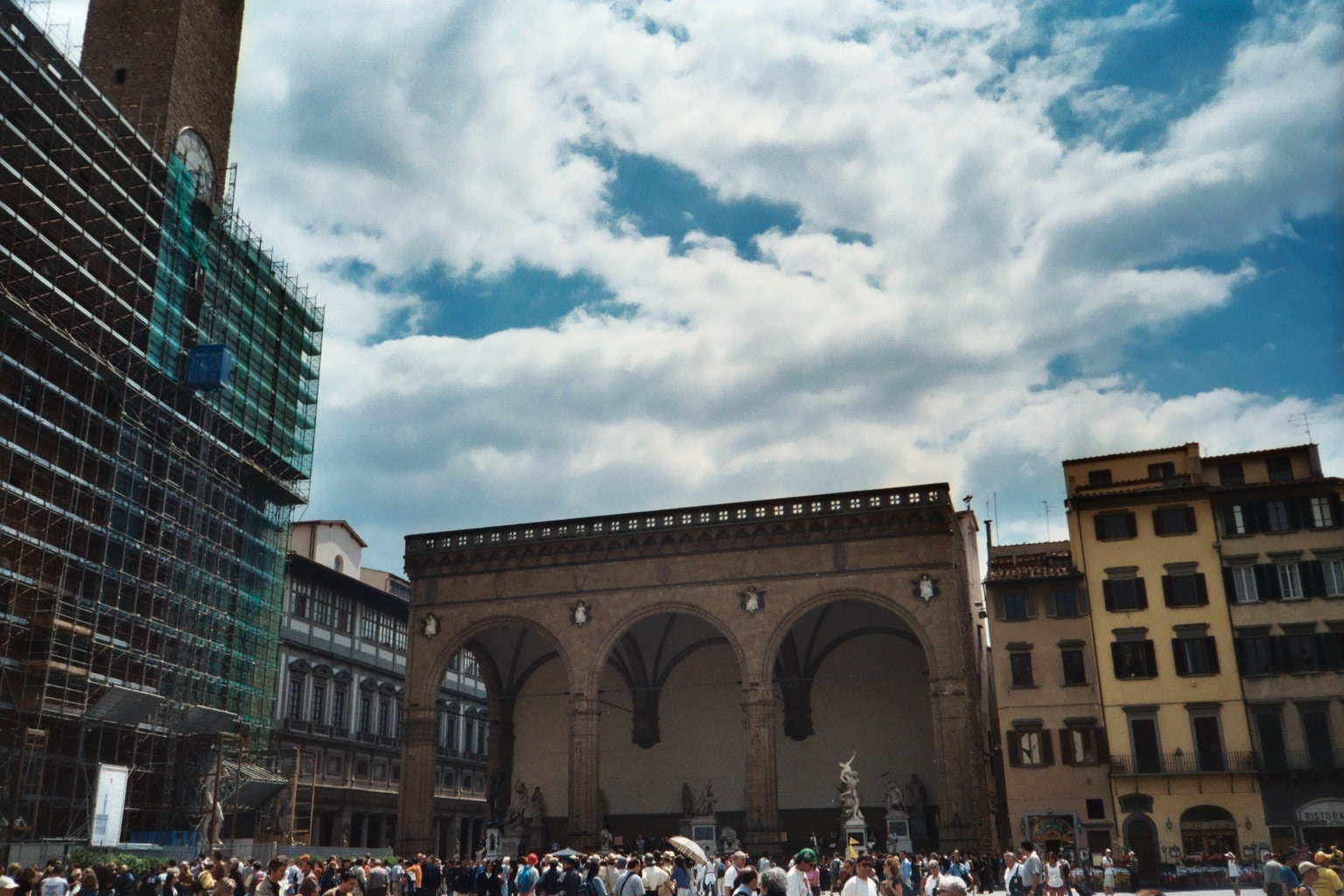
Loggia dei Lanzi.

La logia, galería o pórtico (loggia) de la Señoría, llamada también Loggia dei Lanzi (porque aquí acamparon los Lanzichenecchi en el año 1527) o la logia de los Orcagna (por una errada atribución al hermano del arquitecto proyectista), fue construido entre los años 1379 y 1381 por Benci di Cione (hermano de Orcagna) y por Simone di Francesco Talenti. Desde el punto de vista arquitectónico la construcción une elementos del gótico, como las pilastras en la fachada y el coronamiento, con elementos de matriz clásica como los grandes arcos.
En el curso del siglo XVI el pórtico pierde su función original, una vez venida a menos la estructura democrática, para transformarse en una suerte de museo al aire libre de las esculturas de la colección de los Médici. En el año 1555 Cosme I de Médici instala el Perseo de Cellini y en el 1585 Francisco I colocó el Rapto de las Sabinas de Giambologna. A fines del siglo XVIII, en la época de Pietro Leopoldo di Lorena, se realizó un nuevo ordenamiento, con la instalación en el corredor de numerosas esculturas antiguas, transferidas a Florencia desde la Villa Médici en Roma. Las sucesivas modificaciones de ese siglo, al final, consolidaron el aspecto de la "Galería de las Estatuas", que conserva hasta ahora.

### Tribunal de las Mercancías

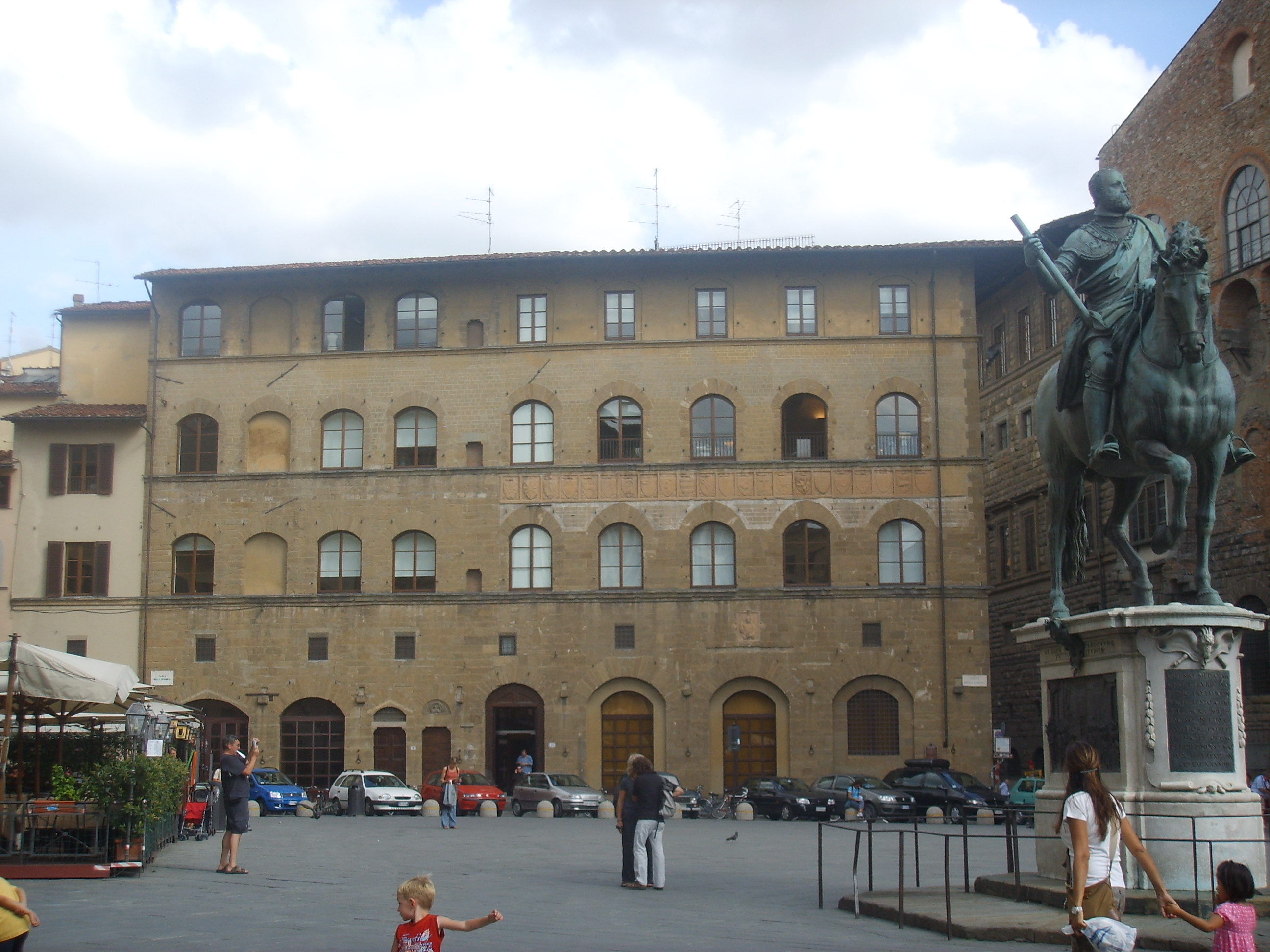
Il Tribunale della Mercanzia.

El Tribunal de las Mercancías fue construido en el 1359, en el lugar donde estaba el Teatro Romano, para albergar la sede del Tribunal de las Mercancías. El instituto, fundado en el año 1308, tenía la función de dirimir las controversias entre los artesanos entre los inscritos en las escuelas de artesanos. Sobre la fachada, en lo alto, están las copias de las veintiún artes, más el escudo del Tribunal de las Mercancías, mientras los originales se conservan en el interior del palacio.

### Palacio Uguccioni
El Palacio Uguccioni fue construido por Giovanni Uguccioni a partir del 1550 de Mariotto di Zanobi Folfi. La arquitectura original de formas clásicas presenta afinidades con el estilo tardío del renacimiento romano, que han hecho pensar en un diseño de Rafael o de Miguel Ángel. El efecto decorativo de la fachada del palacio se relaciona con la reestructuración de la Plaza de la Señoría realizada por Cosme I de Médici. Por intercesión del gran duque el Uguccioni obtiene el poder de construir su propio palacio, más elevado que los adyacentes. En la primera planta hay colocados dos tipos sobrepuestos de columnas dóricas dobles. En lo alto del pedestal de las columnas han sido finamente esculpidas las insignias y escudos de la familia.

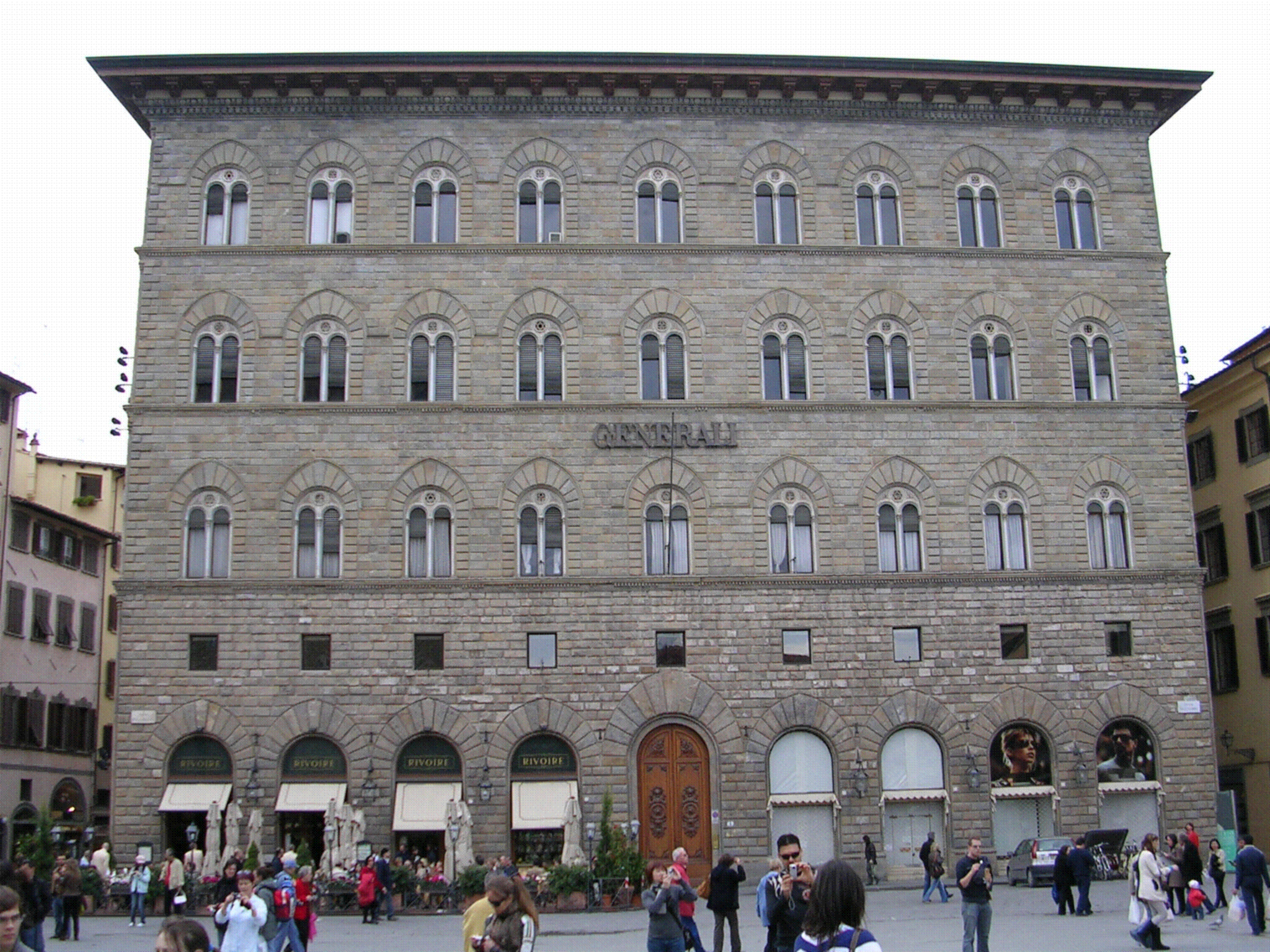
Palacio de las Aseguraciones Generales.

### Otros edificios
Frente al Palacio Viejo se encuentra el Palacio de las Aseguraciones Generales. Construido en el año 1871 en estilo neo-renacimiento, sobre el proyecto del arquitecto Landi, su modernidad se ve en el hecho que tiene cuatro pisos en vez de los tres canónicos de los palacios originales antiguos. En el primer piso se encuentra el histórico café  Rivoire.
Para construirlos debieron demoler algunas pequeñas casas que enfrentaban al Palacio Viejo y a la iglesia de Santa Cecilia.

## Estatuas

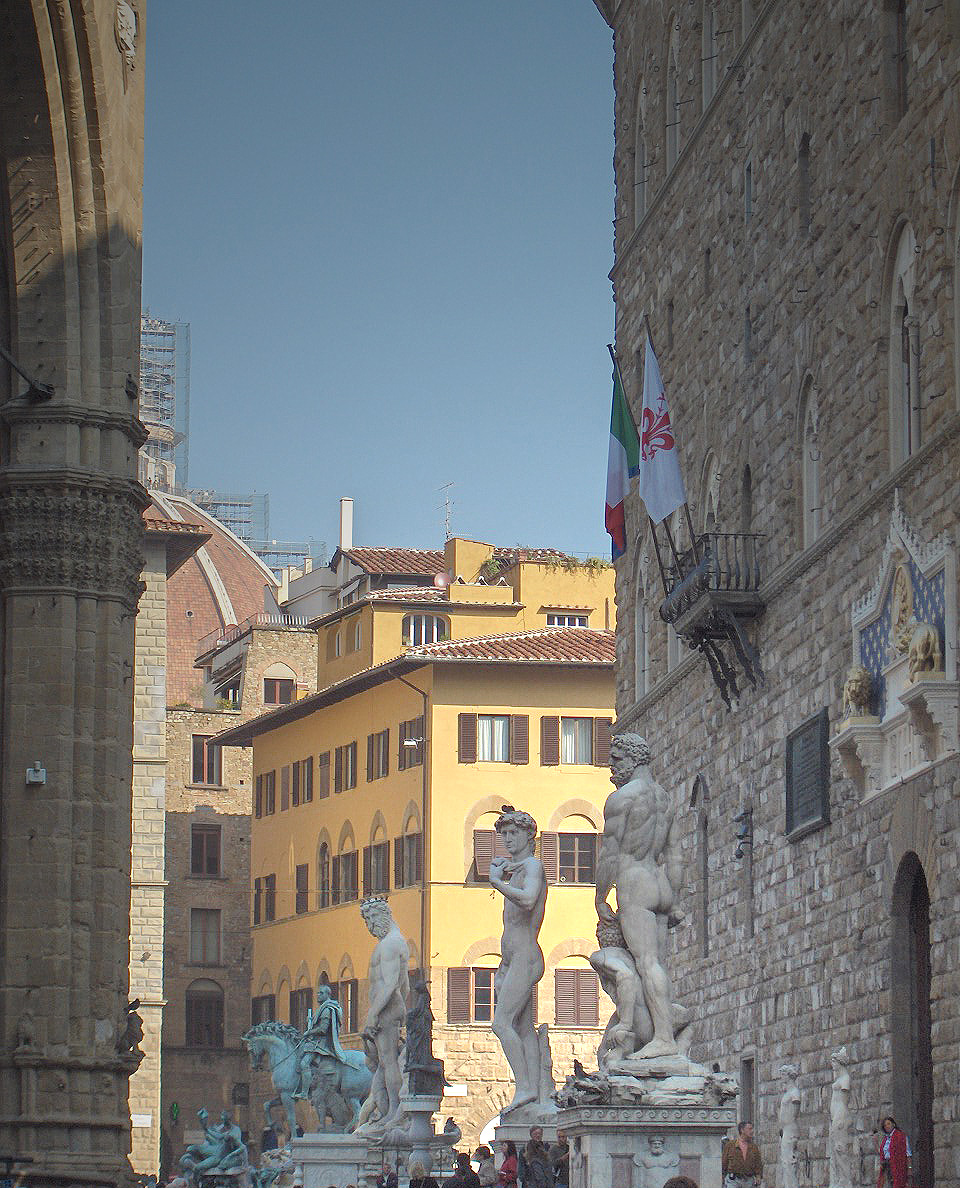
Las estatuas alineadas delante del Palacio Viejo.

Las estatuas de la Plaza de la Señoría no solo son en sí mismas un elemento decorativo de altísimo nivel, sino que representan también un verdadero y propio ciclo alegórico laico, único en su género en el mundo, que inspiró a los gobernantes de las ciudades que llegaban hasta el Palacio Viejo.
Delante del Palacio, sobre el "arengario", se encuentran las esculturas más antiguas, que hace un tiempo se encontraban más adelante hacia la plaza: son el Marzocco y la Giuditta e Oloferne (1455-60 circa), ambas obras de Donatello fueron sustituidas por copias por su alto valor (el Marzocco original se encuentra en la Galería Bargello y la escultura "Judith y Holofernes" se conserva dentro del Palazzo Vecchio).
El Marzocco en pietra serena es un león posando que apoya una pata sobre el emblema con el "giglio" florentino, que se ha transformado en un símbolo de la ciudad.
La Giuditta en bronce, es un símbolo de la autonomía política de la República Florentina. Fue sacada del Palacio Médici después de la segunda caza de los Médici en 1498, donde adornaba una fuente del jardín y simboliza la victoria del pueblo contra los tiranos. Al retorno de los Médici, si bien gran parte de su patrimonio fue recobrado y reunido de nuevo en la colección de su casona, la Giuditta se mantuvo en la plaza, para no ofender la sensibilidad del pueblo.
Un segundo capítulo de este enfrentamiento entre los Médici y la República está representado por el David de Miguel Ángel, hoy sustituido por una copia en la misma ubicación original de la famosa escultura. Miguel Ángel la realizó cerca del año 1500 cuando se desarrollaba la estación savonaroliana y su significado es que el pueblo (simbolizado en el rey David), que con la ayuda de Dios, vence al tirano (Goliat). La grandeza de la escultura de Miguel Ángel es todavía más notable, ya que se confrontaba con las obras de Donatello y ese "gigantismo" dio la pauta a todas las otras estatuas que fueron colocadas de ahí en adelante en la plaza.
Continúa el tema político con el Perseo de Benvenuto Cellini en el corredor de los Lanzi (llamado con su nombre completo Perseo con la cabeza de Medusa del 1554), encargado por Cosme I de Médici después de la reinstalación de la casona de los Médici en Florencia en el  1531: Perseo levanta la cabeza de la derrota de la Medusa de la cual salen las serpientes, claro símbolo del "corte" con la experiencia republicana, tristemente célebre por las proverbiales discordias entre los ciudadanos, que habían siempre minado una verdadera democracia.

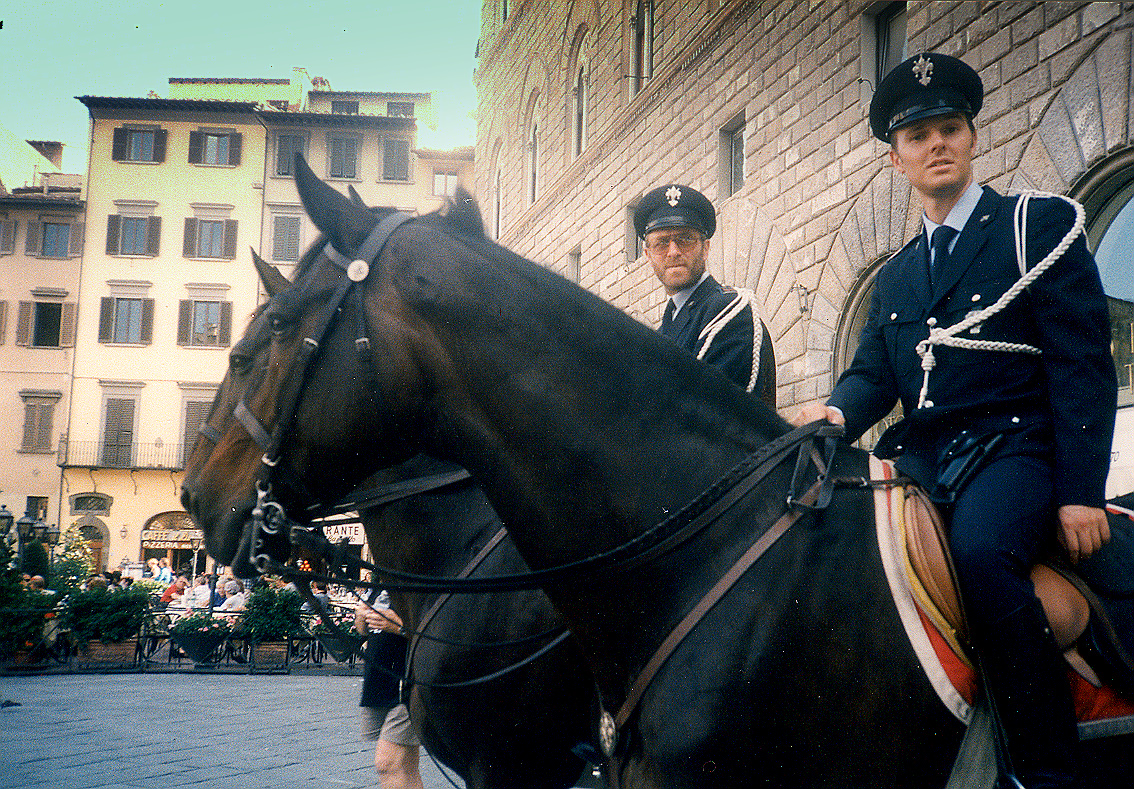
Polizia Municipale a caballo, en la Plaza de la Signoria.

El Hércules y Caco de Baccio Bandinelli (1533) se encuentra a un costado del David y representa la victoria con la fuerza y la astucia contra los malvados, en una simbología que trata de los doce trabajos de Hércules, pero que en su continuo empeño fue ligada a Baccio Bandinelli, el cual intentó imitar el estilo poderoso de David, pero sin lograrlo y ganándose una mala fama de "envidioso", que dura hasta nuestros días.
A un lado del ingreso principal del Palacio Viejo se encuentran las dos Termini mármol rey, en una figura masculina de Vincenzo de' Rossi y una femenina de Baccio Bandinelli que reproducen una tipología de la estatuaria clásica.
La Fuente de Neptuno, de Bartolomeo Ammannati (1563-1565) y de alguno de sus alumnos, entre los cuales está Giambologna, es la primera fuente pública de Florencia. El gran Neptuno en un mármol blando no es muy amado por los florentinos, que lo llaman "biancone" (célebre epítome expresado por el pueblo durante la inauguración de la estatua en el año 1565. "Ammannato Ammannato, quanto marmo hai sciupato!" (Ammannato Ammanato, ¡cuánto mármol has malgastado!)
Al final, en la posición central a la izquierda del Palacio Viejo, se encuentra la grandiosa  Estatua ecuestre de Cosme I, una obra en bronce de Giambologna (1594).
Otras esculturas famosas son las que se ubican bajo el corredor de los Lanzi, (el Rapto de las Sabinas, el grupo de Polissena, Nesso e il Centauro, etcétera).

## La fiesta

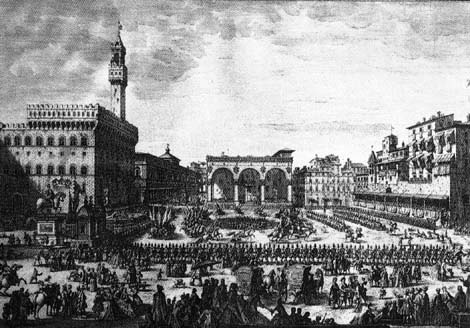
La festa degli Omaggi in Piazza della Signoria, estampa del de Giuseppe Zocchi.

La Plaza de la Señoría, como centro de la vida política de Florencia, es uno de los espacios urbanos privilegiados para el desarrollo de fiestas, ceremonias y juegos, ya sean de carácter profano o religioso.
Por ejemplo, para la Fiesta de San Juan (24 de junio), el patrono de la ciudad, antes de la ceremonia religiosa en el  Battistero, en la plaza se celebraba la Fiesta de los Obsequios (Festa degli Omaggi). Los pueblos conquistados por Florencia desfilaban delante del Prior de las Artes en la época republicana, después delante del Gran Duque, y ofrecían sus dones: ceras, telas preciosas y otras cosas. Por la tarde la plaza se transformaba en el teatro de los fuegos artificiales de San Juan, que representan todavía hoy el aspecto más espectacular y profano de la fiesta dedicada al santo patrono. En el Medioevo toda la ciudad, y en particular la plaza, venía iluminada de innumerables fuegos artificiales; a partir del siglo XIV, con al difusión de la pólvora pirica, el evento se enriqueció con explosiones de colores, como testimonia una pintura de Stradano en el Palacio Viejo. En la construcción de los artefactos pirotécnicos venían empleados artistas e ingenieros, entre los cuales se destaca el Tribolo, escultor y arquitecto activo para los Médici.
La gran plaza era la preferida para el desarrollo de la  "Giostra del Saracino", un juego que tiene origen en el Medioevo, del tiempo de los cruzados, y que alude a la lucha entre el bien y el mal, entre los cristianos y los infieles. Muy apreciada entre los siglos XV y XVI, la Giostra cae en desuso a fines de siglo XVII.
Todas las más importantes ceremonias ligadas a la vida de la corte medicea, en particular las bodas de los reinantes o los festejos en honor de los personajes ilustres, tenían lugar en la Plaza de la Señoría. Para estas ocasiones se realizaban aparatos efímeros, sobre proyectos de los más importantes florentinos: entre los más célebres para aquellas visitas de León X en el 1513 y aquellos para la boda de Francisco I de Médici y Juana de Austria. 
Una fiesta particular es la Fiorita, que se desarrolla cada año el 23 de mayo, para recordar la ejecución de Savonarola. Después de la celebración de la misa en la capilla del Prior del Palacio Viejo, entre los frailes dominicos, la autoridad comunal y los ciudadanos descienden a la plaza para esparcir pétalos de flores en el punto exacto en el cual Savonarola fue colgado y quemado. La ceremonia nace del hecho en que el día siguiente de la ejecución, el lugar del suplicio fue encontrado cubierto de flores.

## Curiosidades

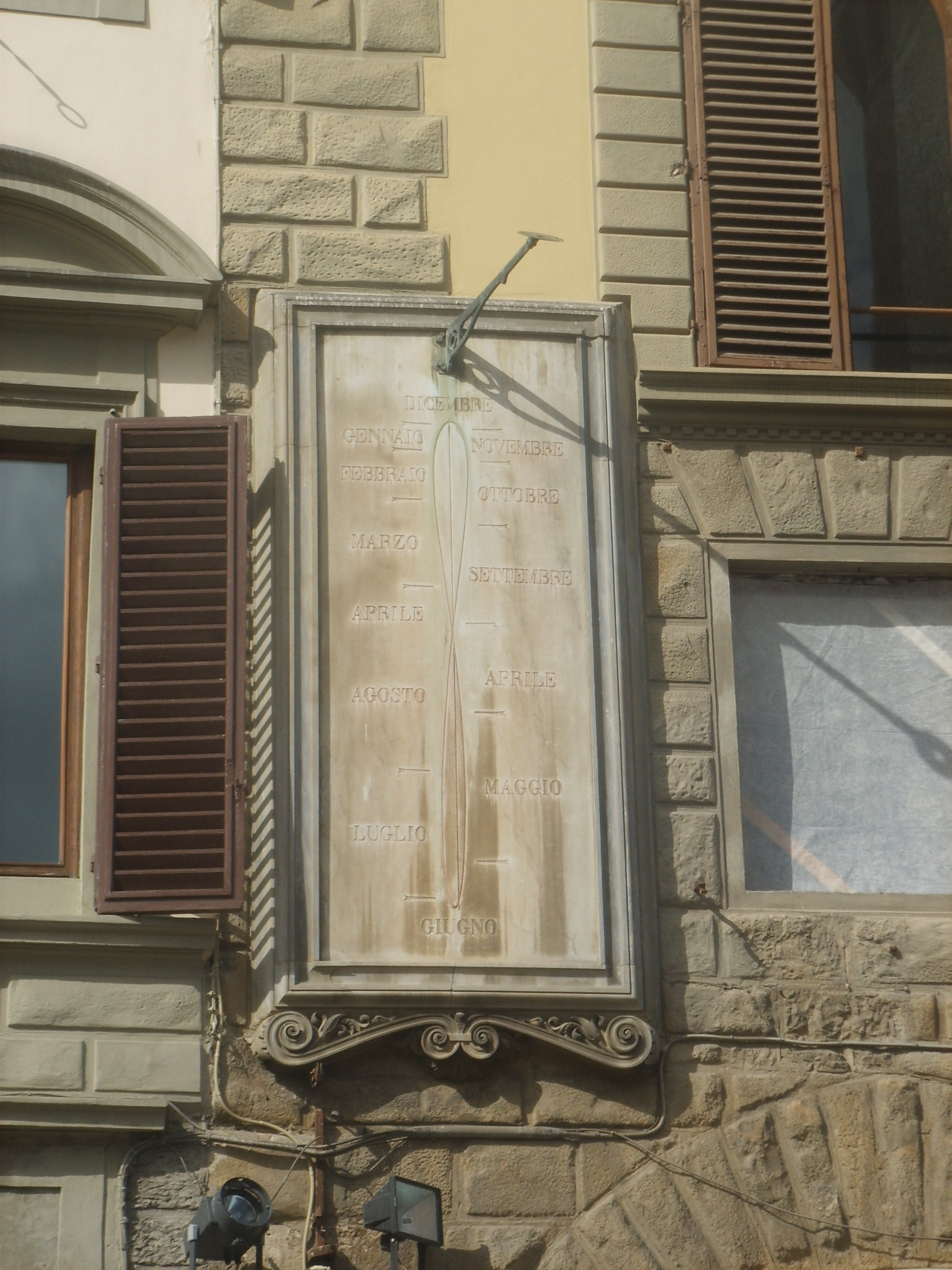
La meridiana de la Plaza de la Señoría.

Son numerosas las anécdotas que guarda la plaza, debido a que ha estado en el centro de la vida urbana de Florencia durante siglos:
- En la posición central, delante de la Fuente de Neptuno, una lápida recuerda el lugar de la ejecución de Girolamo Savonarola, el 23 de mayo de 1498, más o menos vecino a donde el fraile dominico había realizado alguna de sus "hoguera de las vanidades", donde se quemaban libros, vestidos y otros objetos y obras de arte tenidas por inmorales e impúdicas.
- Atrás de la Fuente de Neptuno, en la esquina del Palacio Viejo, está puesta una lápida que con letras claras recuerda como los "Otto di Balia e di Guardia" (los precursores del cuerpo de policía municipal, operativos entre los Siglos XV y XVII) prohibían a cualquiera remojar el pan o ensuciar en la fuente, so pena de una multa o, en caso de no poder pagar, el temido suplicio de los "tratti di fune" (el alzamiento del cuerpo de una cuerda atada a las manos y cruzada dentrás de la espalda, que significaba daños permanentes en los brazos).
- Sobre la otra esquina del Palacio Viejo, cerca del Uffizi, un perfil masculino, según la leyenda, es una obra fugaz de Miguel Ángel.
- Sobre un palacio vecino al café sobre el lado norte, está presente una complicada meridiana del siglo XVIII, que indica el mediodía exacto, en el instante en el cual el sol tiene su máxima altura, que en Florencia viene una decena de minutos después de las 12.

## Imágenes

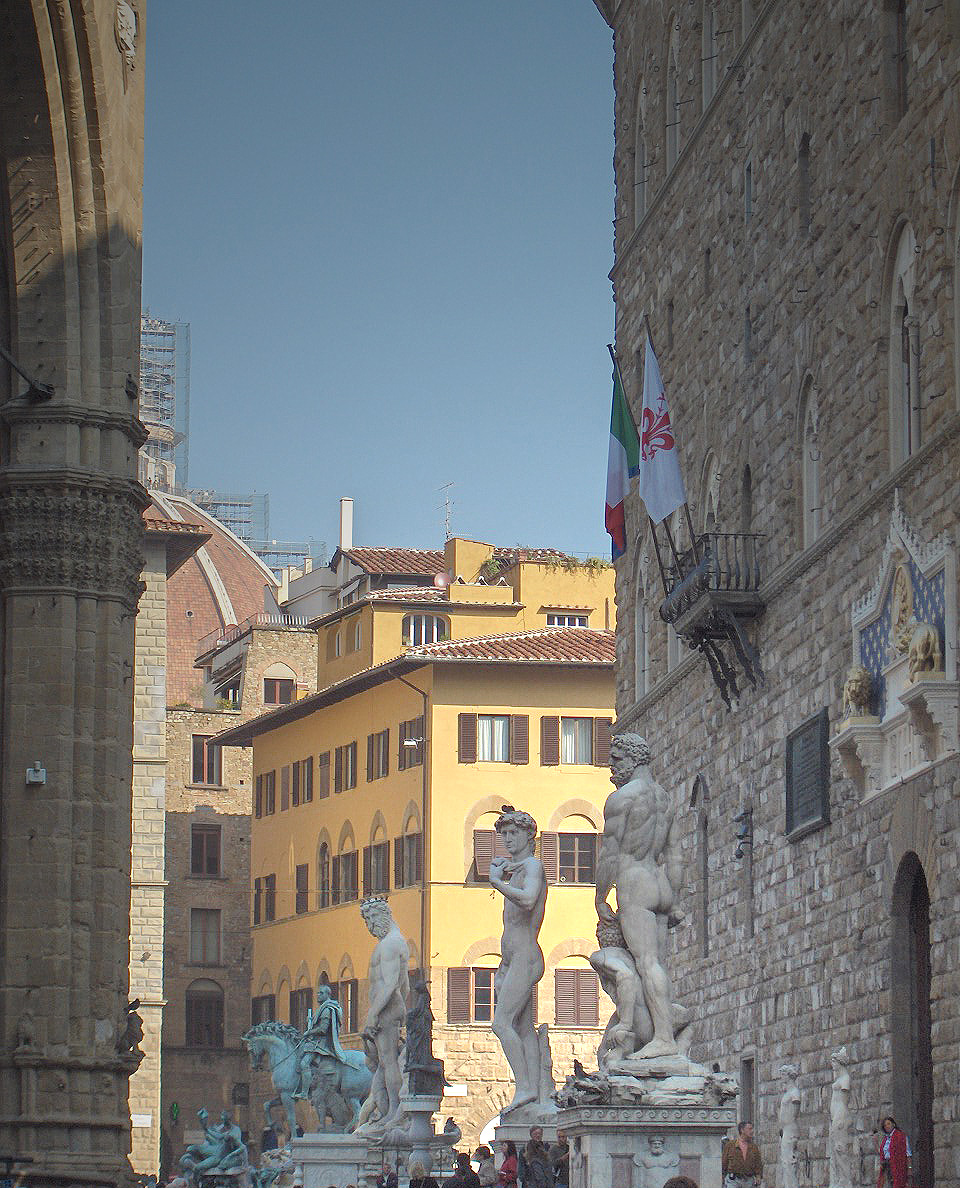
Las estatuas al ingreso del Palacio Viejo
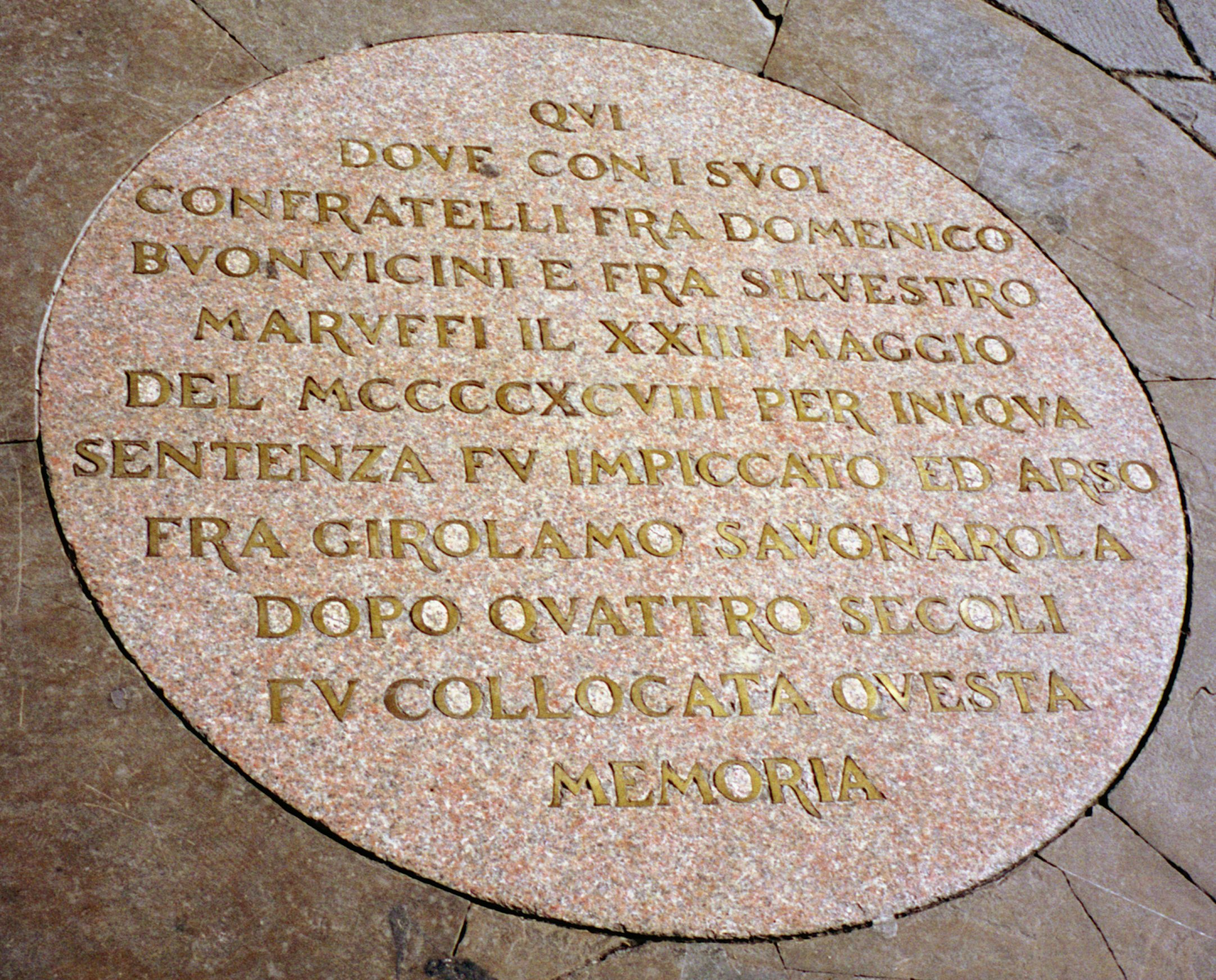
Placa conmemorativa de la ejecución de Savonarola
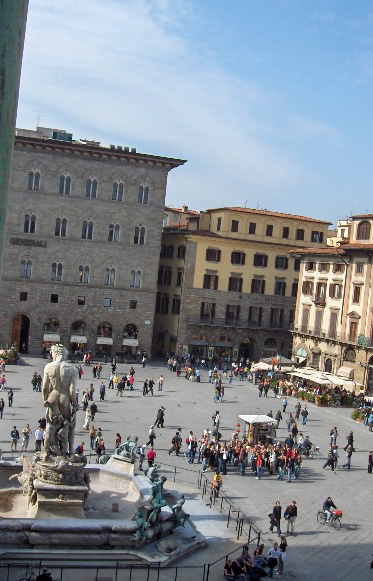
La Fuente de Neptuno
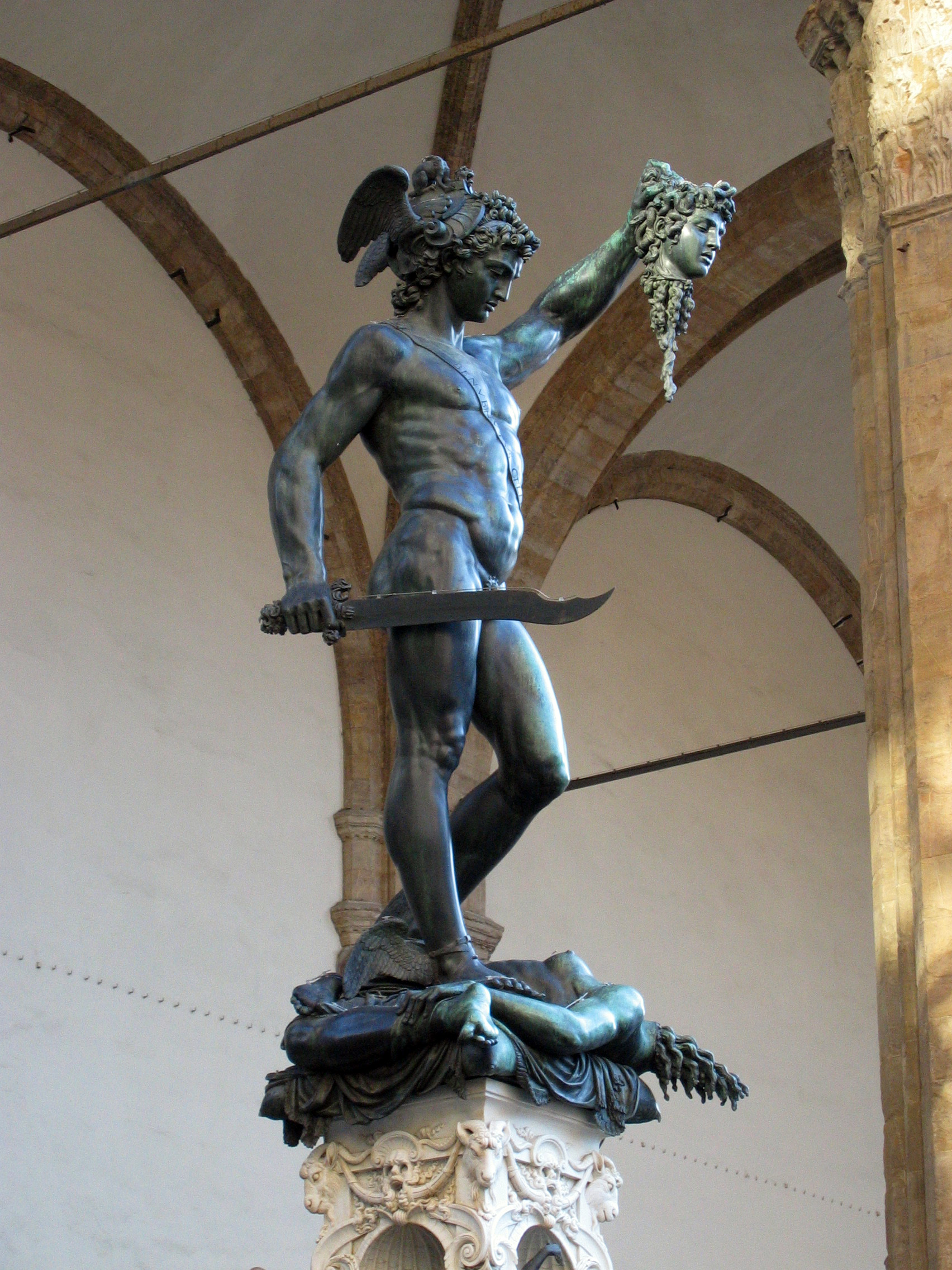
Estatua de Perseo con la cabeza de Medusa de Benvenuto Cellini en la galería de la Loggia dei Lanzi, en un extremo de la plaza.
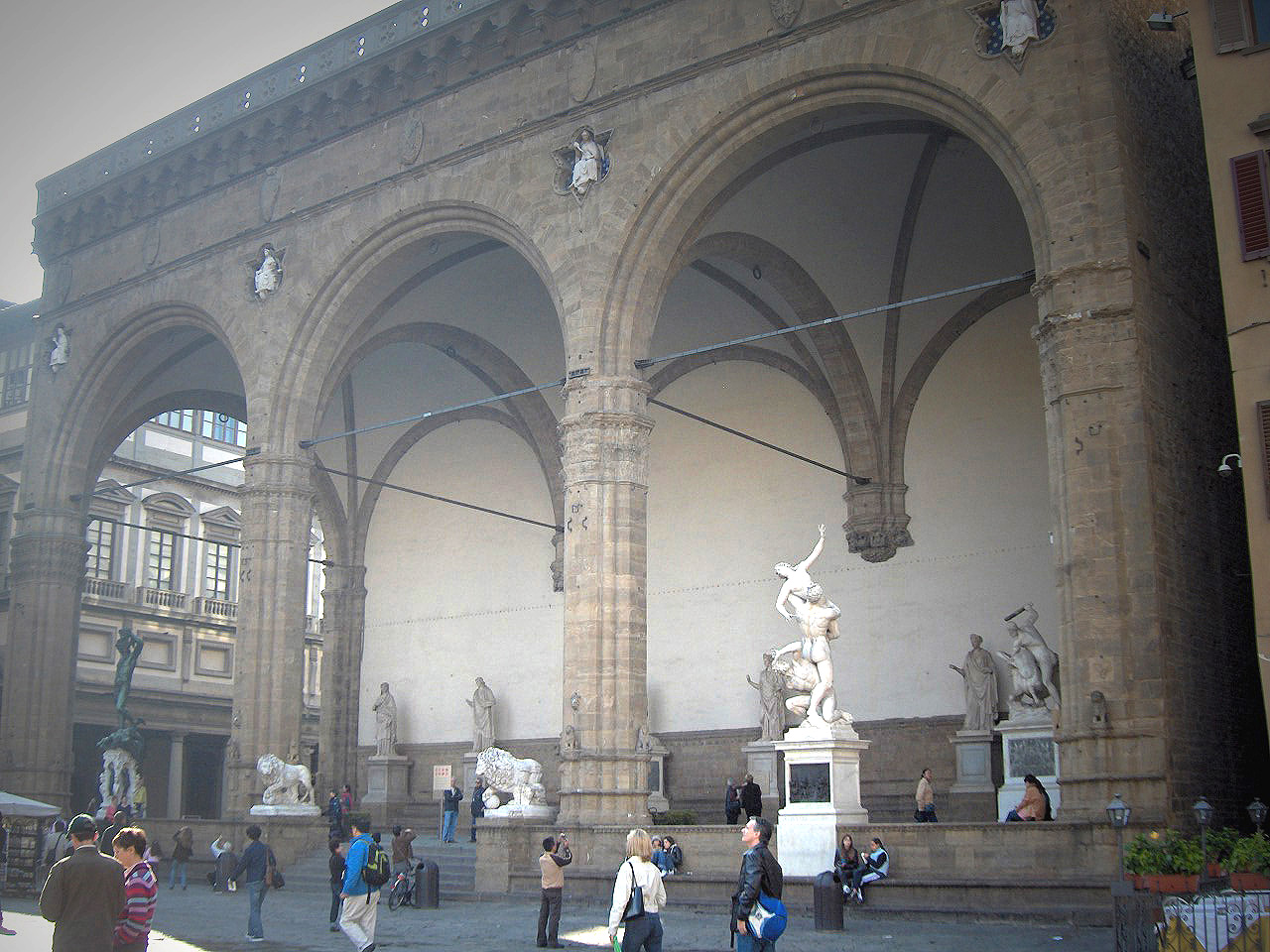
Loggia dei Lanzi.
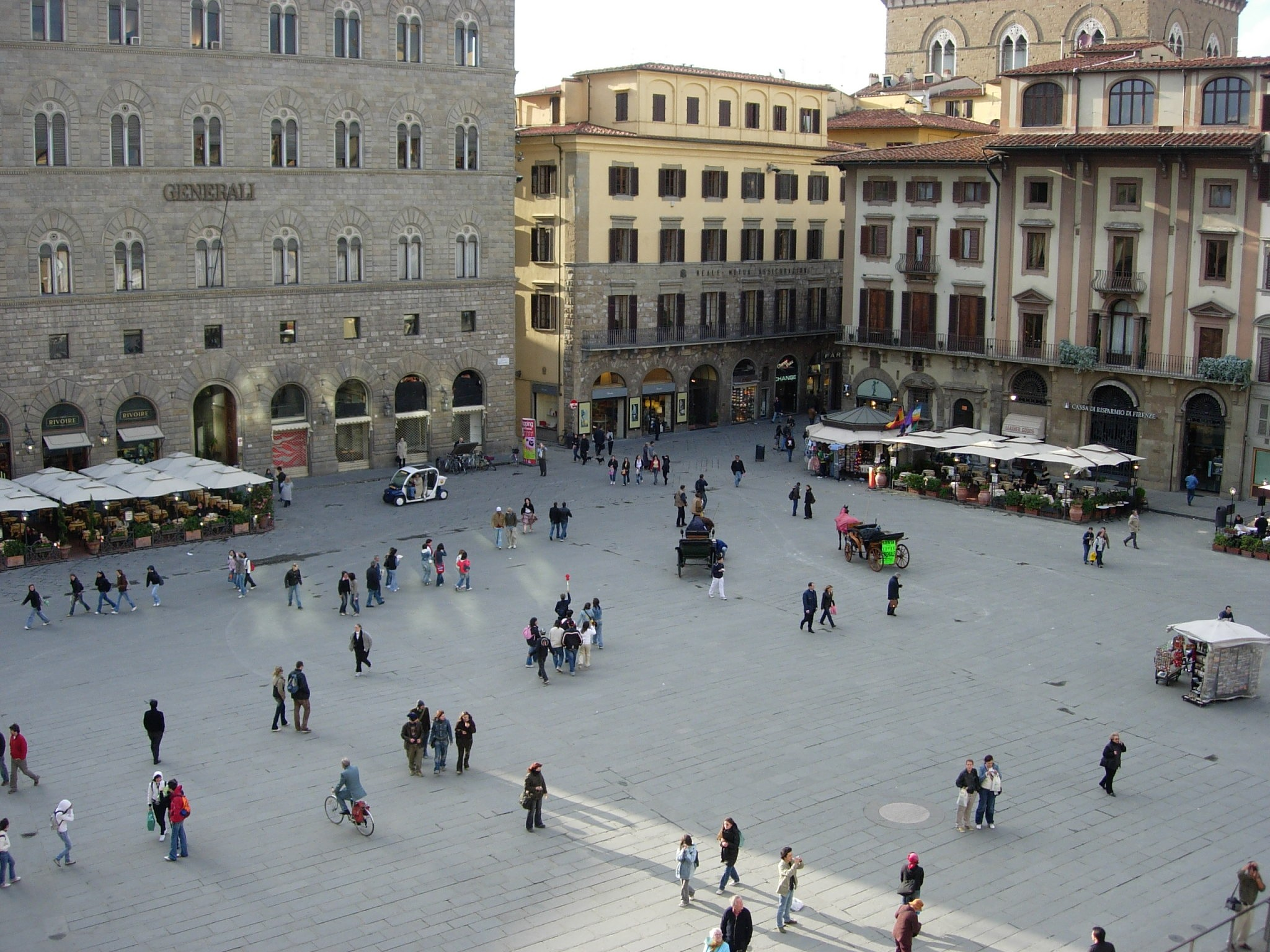
Vista de la Plaza de la Señoría.